# Nikomédiai Szent Adorján és Szent Natália
Szent Adorján vagy Nikomédiai Adorján (más néven: Hadrianus, Adrianus; ? – 306. március 4.) Galerius Maximianus római császár személyes elit őrségének, a praetoriánus Herculian őrségnek volt a tagja. Miután felvette a kereszténységet, mártírhalált halt Nikomédiában. Felesége, Szent Natália férje halála után elmenekült Konstantinápolyba, ahol egy látomásban állítólag megjelent neki Adorján és elszólította ebből a világból.

## Életük és legendájuk

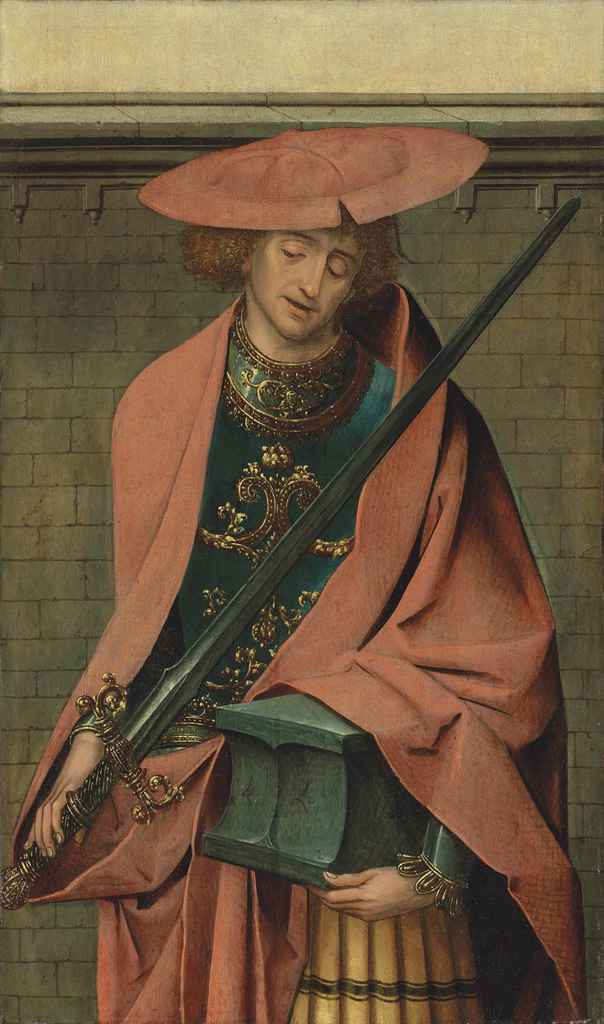
Szent Adorján reneszánsz kori ábrázolása

Adorján és Natália a törökországi Nikomédiában élt Galerius Maximianus császár idején a negyedik század elején.  A 28 éves Adorján a praetorianusok vezetője volt.
A császár parancsba adta, hogy mindenki áldozzon a római isteneknek a fennhatósága alatt álló területeken. Aki erre nem volt hajlandó azt börtönbe vetették és megkínozták. Ha ezután sem volt hajlandó teljesíteni a parancsot kivégezték. Rengeteg keresztény került a császár börtöneibe abban az időben.
A legenda úgy tartja, hogy miközben egy 23 tagú keresztény csoport kínzását felügyelte, Adorján faggatni kezdte őket. Kíváncsi volt az állhatatosságuk titkára. Meg akarta tudni milyen jutalmat várnak Istentől, hogy ilyen kínokat hajlandók kiállni? Azt válaszolták: 
Szem nem látott, fül nem hallott, emberi szívbe föl nem hatolt, amiket Isten készített azoknak, akik őt szeretik
Annyira megihletődött a bátorságukon, hogy nyilvánosan hitet vallott és azt mondta: 
|  | „Jegyezzetek be engem is ezekkel együvé, mert én is keresztény vagyok! ” |
|  |                                                                          |

Ekkor azonnal bebörtönözték. Felesége, Natália, amikor megtudta, hogy a keresztény hitvallásáért zárták be, örömében a börtönhöz futott és csókolgatni kezdte férje és a többi fogoly bilincseit. Így szólt férjéhez:  
|  | „Boldog vagy, uram, Adorján, mert olyan kincsre leltél, amelyet nem szüleid hagytak rád, s amelyben ezek itt – noha sok minden van birtokukban – szűkölködni fognak, midőn az idő nem lesz alkalmas kölcsönadásra és kölcsönvevésre, s midőn senki nem szabadíthatja majd meg a másikat a büntetéstől, sem apa a fiát, sem anya a lányát, sem szolga az urát, sem barát a barátját, sem pedig a vagyon annak birtokosát. ” |
|  | |

Kivégzésének napján Natália fiúnak öltözve titokban meglátogatta még egyszer és kérte, hogy imádkozzon érte, miután belépett a mennybe, majd tanúja lett férje mártíromságának.

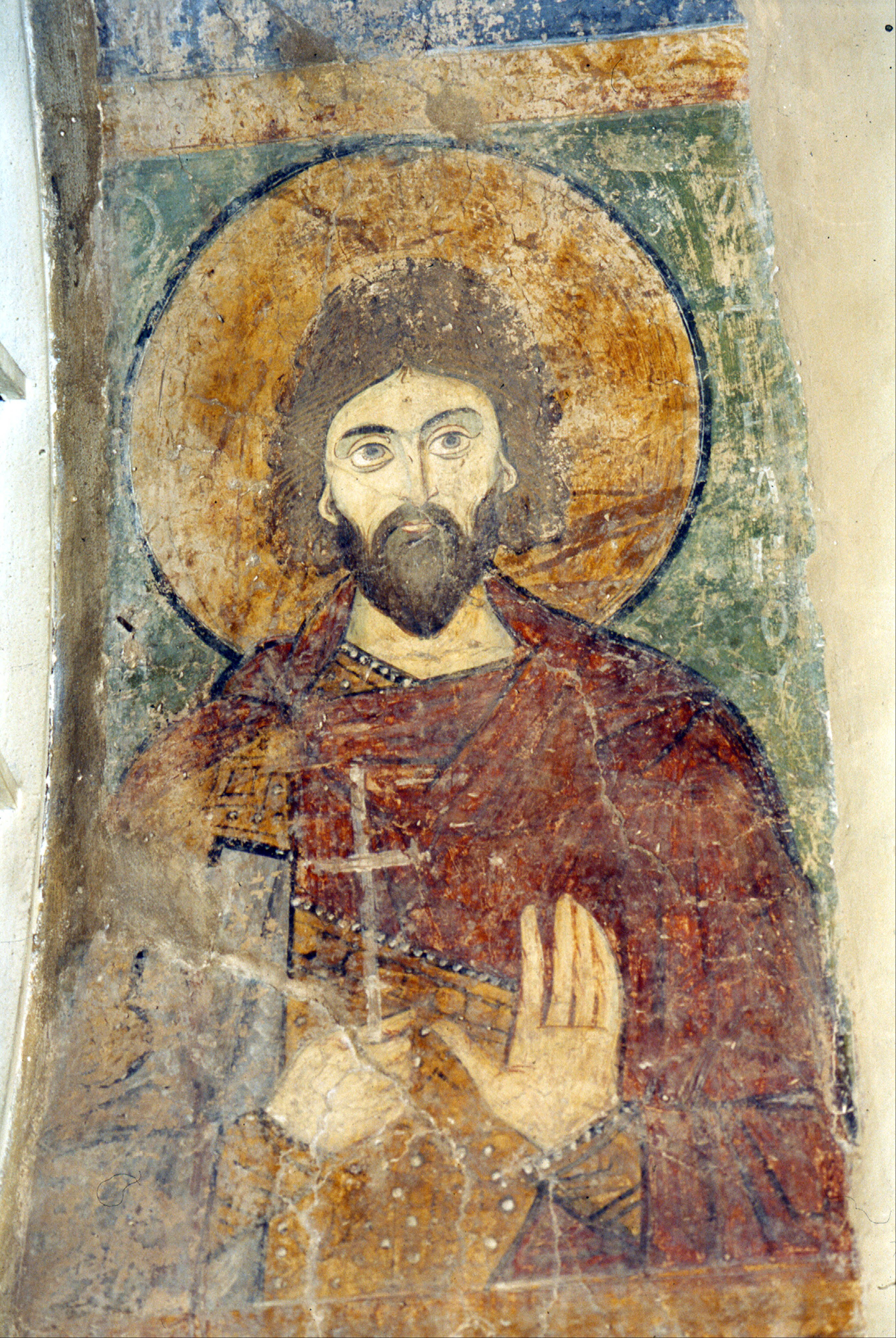
Szent Adorján freskó

A császár utasította Adorjánt, hogy ne káromolja a római isteneket, mire ő így válaszolt:  
|  | „Ha te engem azért kínzol, mert káromlom azokat, akik nem istenek, milyen kínokat kell majd neked kiállanod, aki az igaz Istent káromlod! ” |
|  | |

Erre a császár: 
|  | „Ezek a hitetők tanítottak ki téged ezekre a szavakra. ” |
|  |                                                          |

Adorján ezt válaszolta:  
|  | „Miért mondod hitetőknek azokat, akik az örök élet tanítómesterei? ” |
|  |                                                                      |

Ezután megkínozták és kivégezték a többi keresztény fogollyal együtt. 
A császár parancsot adott, hogy égessék el a halottak testét. Natália velük együtt a tűzbe akarta vetni magát, de hírtelen hatalmas vihar kerekedett és kioltotta a máglyát. Natáliának sikerült visszaszerezni Adorján levágott kezét amit megőrzött ereklyeként.
Később egy tribunus házasságra akarta kényszeríteni őt, de megszökött. Más keresztények társaságában hajóra szállt és elhagyta Nikomédiát. A tribunus ennek hallatán katonai hajókkal üldözőbe vette őket, de erős szél támadt és néhány hajót elsüllyesztett a többit pedig visszafordulásra kényszerítette. 

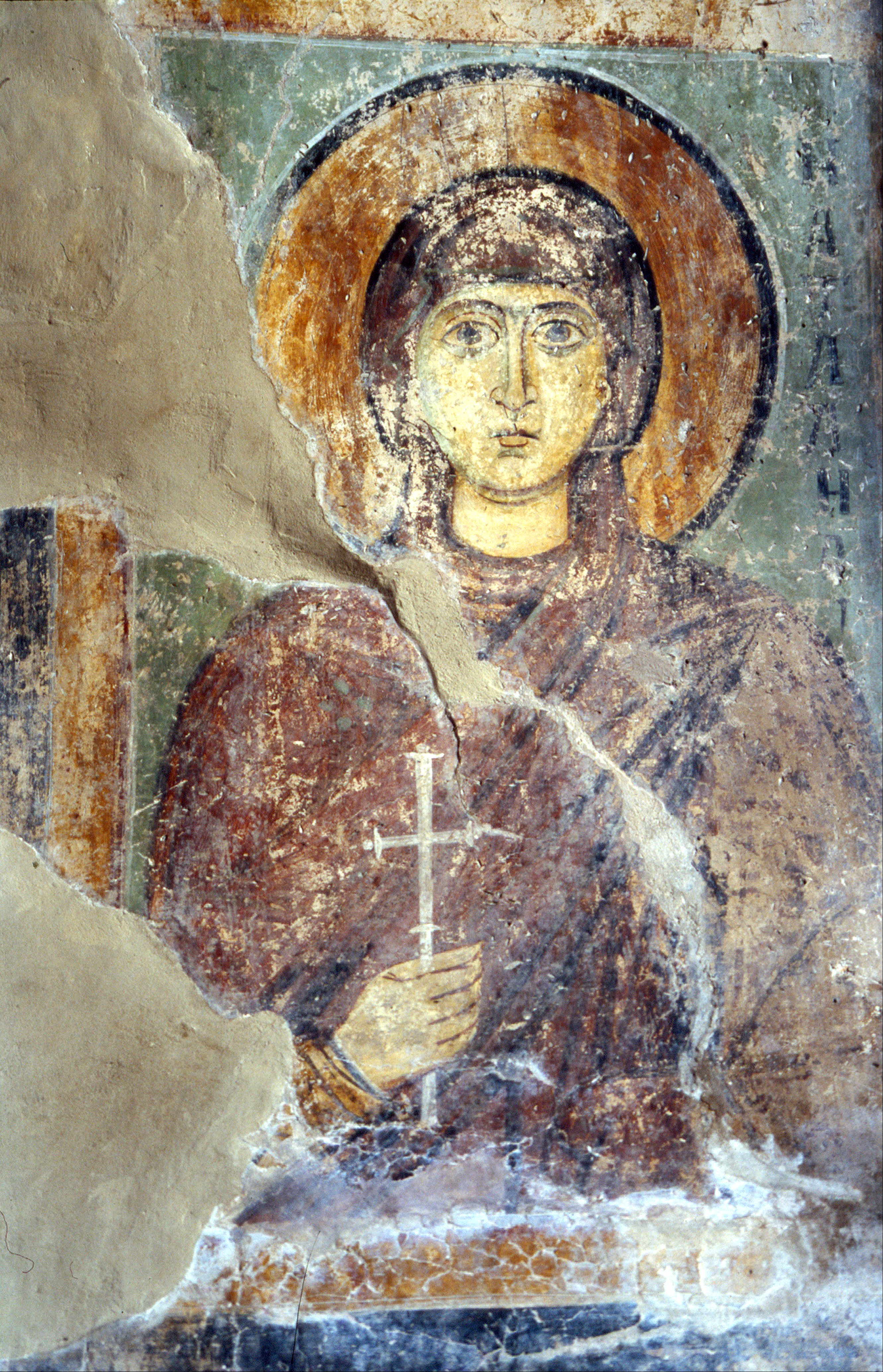
Szent Natália freskó

A legenda szerint éjfélkor megjelent nekik az ördög egy kísértethajón egy hajós formájában és így szólt hozzájuk: 
|  | „Honnan jöttök és merre tartotok? ” |
|  |                                     |

Erre ők:
|  | „Nikomédiából jövünk, és Konstantinápolyba tartunk. ” |
|  |                                                       |

Erre az ördög:
|  | „Eltévedtetek, tartsatok balra, hogy jó irányba hajózzatok. ” |
|  |                                                               |

Azért mondta ezt, hogy a nyílt tengerre vezesse őket, hogy odavesszenek. De amint irány készültek változtatni megjelent nekik egy csónakban Adorján és figyelmeztette őket, hogy folytassák útjukat amerre elindultak mert a gonosz lélek beszélt hozzájuk. Majd eléjük kerülve mutatta az utat. Natáliát mérhetetlen öröm töltötte el. Mire megvirradt meg is érkeztek Konstantinápolyba. 
Natália belépett a házba ahol a vértanúk testét helyezték nyugalomra. Adorján kezét magához vette és mély imába merült. Látomásban jelent meg neki Adorján, és arra buzdította, hogy jöjjön vele az örök békességbe. Miután felébredt, elmesélte álmát, elbúcsúzott mindenkitől, majd kilehelte lelkét. A hívek pedig a vértanúk mellé helyezték a testét.

## Történelmi hitelesség
A feljegyzett történet pontossága megkérdőjelezhető. Egyes adatok szerint Adorján Probus császárnak volt az egyik fia és miután felvette a kereszténységet Licinius császár Kr.u. 320-ban kivégeztette Nikomédiában.

## Ünnepnapjuk és tiszteletük

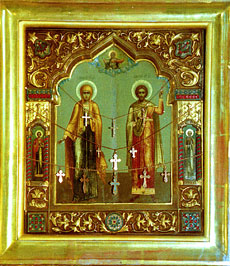
Az orosz ortodox ikon Adorján és Natália mártíroról

A keleti ortodox egyházban Szent Adorjánt közösen ünneplik a feleségével augusztus 26-án. Van egy régi ünnepnapja március 4-én is.  A római katolikus egyházban szeptember 8-án egyedül, felesége nélkül tisztelik. 
Szent Adorján, Szent György mellett Észak-Európa egyik fő katonai szentje. Nagy tisztelettel bír Flandriában és Franciaország északi részén.  
Magyarországon a legkorábbi hazai templomvédő szentek között tisztelik. 
Fegyveresen vagy polgári ruhában ábrázolják egy karddal, bárdal vagy üllővel a kezében vagy a lába mellett. Jelképei: üllő, kard, bárd, lobogó, levágott kéz, illetve az oroszlán, mint a keresztény hitnek bátor védelmezője. 
Földi maradványait Konstantinápolyba majd a 7. században Rómába szállították.

## További irodalom
- Attwater, Donald and Catherine Rachel John. The Penguin Dictionary of Saints, 3rd, New York: Penguin Books (1993). ISBN 0-14-051312-4
- Greene, E. A.. S. Adrian, Saints and Their Symbols: A Companion in the Churches and Picture Galleries of Europe, 32. o. (1908). OCLC 16907745